# John M. Wallace
John Michael Wallace (* 28. Oktober 1940 in New York City) ist ein US-amerikanischer Geophysiker und Meteorologe an der University of Washington. Er gilt als Experte für verschiedene periodische und nicht-periodische Wetter- und Klimaphänomene, darunter quasi-zweijährige Schwingungen, El Niño-Southern Oscillation, tropische Wellen oder arktische Oszillation.
Wallace erwarb 1962 am Webb Institute of Naval Architecture einen Bachelor in Schiffstechnik und 1966 am Massachusetts Institute of Technology einen Ph.D. in Meteorologie. Im selben Jahr erhielt er an der Abteilung für Atmosphärenwissenschaften der University of Washington eine erste Professur (Assistant Professor), 1970 wurde er Associate Professor. 1975 erhielt Wallace eine ordentliche Professur, von 1983 bis 1988 war er Leiter der Abteilung, von 1982 bis 1997 und von 2003 bis 2006 Direktor des Joint Institute for the Study of the Atmosphere and Ocean, einer gemeinsamen Einrichtung der University of Washington und der National Oceanic and Atmospheric Administration. 2012 wurde Wallace emeritiert, ist aber weiter wissenschaftlich aktiv.
1977 veröffentlichte John M. Wallace gemeinsam mit Peter V. Hobbs das Standardlehrbuch Atmospheric Science: An Introductory Survey, das 2006 in zweiter Auflage erschien. Wallace ist Autor zahlreicher wissenschaftlicher Publikationen und hat (Stand September 2018) einen h-Index von 85.
1972 erhielt Wallace die James B. Macelwane Medal der American Geophysical Union (AGU), 1993 die Carl-Gustaf Rossby Research Medal der American Meteorological Society (AMS) „für innovative und nachhaltige Beiträge zum Verständnis von großskaliger atmosphärischer Zirkulation“ und 1999 die Roger Revelle Medal der AGU. 1997 wurde er sowohl in die National Academy of Sciences als auch in die American Academy of Arts and Sciences gewählt. Im Jahr 2000 wurde er auswärtiges Mitglied der Russischen Akademie der Wissenschaften. Für 2024 wurde ihm der Japan-Preis zugesprochen.